# نجلاء بنت عاصم
نجلاء بنت عاصم (9 مايو 1988) أميرة أردنية ولدت في عمان وهي ابنة الأمير عاصم بن نايف والأميرة سناء عاصم.

## الأخوة والأخوات

### الأشقاء
- الأمير نايف (ولد في 22 يناير 1998)
- الأميرة صالحة (ولدت في 14 يونيو 1987)

### الأخوات غير الشقيقات
- الأميرة ياسمين (ولدت في 30 يونيو 1975)
- الأميرة سارة (ولدت في 12 أغسطس 1978)
- الأميرة نور (ولدت في 6 أكتوبر 1982)

## الزواج
في 23 أكتوبر عام 2014، تزوجت الأميرة نجلاء من ناصر أسامة التلهوني. وفي يناير 2016 أنجبت طفلة تدعى كريمة.